# 서산 동문동성당
서산 동문동 성당은 대한민국 충청남도 서산시 동문동에 있는 일제강점기의 건축물이다. 2007년 4월 30일 대한민국의 국가등록문화재 제321호로 지정되었다.

## 개요
충남 서산지방 선교를 위해 1908년 충남 결성군 구항면 공리에 본당인 수곡성당이 설립되어 초대신부 폴리(Desideratus Polly) 심응영 신부가 부임한 이래 제5대 신부인 바로(Barraux) 베드로 신부가 1934년에 동문동 현 본당의 부지를 매입하여 1937년에 신축 완료한 건물이다. 중앙의 종탑을 중심으로 네이브와 아일 부분 각각에 아치형의 출입구를 두고 각각의 아치위에 3개의 원형 옥스아이(oxeye) 창문을 높이 차이에 따라 차등을 두고 입면을 구성하고 있고, 포치나 종탑 부분은 입면에서 돌출되지 않은 채 하나의 평평한 입면을 구성하고 있다.

## 참고 자료
- 서산 동문동성당 - 국가유산청 국가유산포털
- 서산 동문동성당 - 한국향토문화전자대전